# 경기고속의 시내버스 노선
경기고속(京畿高速)은 대한민국 경기도 남동부의 광주시, 이천시, 여주시의 시내버스 면허를 보유하고, 이들 지역에 시내버스를 운영하고 있으며, 성남시, 용인시, 수원시, 화성시 등의 지역에도 시내버스를 운영하고 있다. 하지만 1부 노선은 면허지인 광주시를 거치지 않는다.

## 노선정보

### 일반시내버스
- ● 광주시의 시내버스
- ● 이천시의 시내버스
- ● 여주시의 시내버스
- ● 1번 : 광주시청 ↔ 목동
- ● 2번 : 광주보건소 ↔ 도평리
- ● 2-1번 : 세광아파트 ↔ 양벌리 대주아파트
- ● 2-2번 : 광주보건소 ↔ 용수리
- ● 3번 : 광주터미널 ↔ 광남동 쌍용스윗닷홈1단지(2017년 10월 12일 신설, 이 노선은 광주시 소재 대원고속에서 이관 받은 노선)
- ● 13번 : 광주종합버스터미널 ↔ 하남시 ↔ 강변역
- ● 15-1번 : 광주축협 ↔ 남한산성
- ● 17번 : 광주하남교육지원청 ↔ 숭신여자고등학교
- ● 17-1번 : 광주하남교육지원청 ↔ 숭신여자고등학교(양벌리 경유)
- ● 31-2번 : 광주종합버스터미널 ↔ 탄벌우림아파트 ↔ 모란역
- ● 31-3번 : 광주종합버스터미널 ↔ 모란역
- ● 119번 : 추자동차고지 ↔ 복정동행정복지센터(잠실역.군자역 미경유)
- ● 119-1번 : 오산리종점 ↔ 복정동행정복지센터
- ● 320번 : 태전지구 ↔ 태평역(2017년 11월 29일 신설, 2017년 12월 20일 번호만 변경, 舊.33번, 이 노선은 광주시 소재 대원고속에서 이관 받은 노선)
- ● 700-2번 : 구미동차고지 ↔ 수원대학교
- ● 720-1번 : 영통차고지 ↔ 서현역(2016년 7월 11일 노선 변경, 성남발 영통행은 영통구보건소 정차 후 영통차고지 입고, 영통발 성남행은 영덕고, 망포중 경유 후 농서리 삼성전자에서 회차하여 이전과 동일하게 성남 방향으로 운행. 2019년 7월 8일 서현역 회차로 노선 변경)
- ● 720-2번 : 안녕동 ↔ 백현마을8단지

### 직행좌석버스
- ● 500-2번 : 동원대학교 ↔ 수양리 ↔ 곤지암터미널 ↔ 초월역 ↔ 쌍령동 ↔ 삼동역 ↔ 모란고개 ↔ 복정역 ↔ 수서역 ↔ 삼성역 ↔ 무역센터(2017년 1월 20일부터 수서역 경유, 강남역 미경유)
- ● 1005번 : 한국외국어대학교 용인캠퍼스 ↔ 신논현역(광남동, 도촌동, 야탑역, 판교신도시 경유)(舊 1500-1번→9400번)(2020년 11월 2일 경기도 공공버스로 전환되면서 인면허기관이 광주시에서 용인시로 변경됨)
- ● 1150번 : 한국외국어대학교 용인캠퍼스 ↔ 서울역 버스 환승센터(舊.8150번)(2020년 11월 2일 경기도 공공버스로 전환되면서 인면허기관이 광주시에서 용인시로 변경됨)
- ● 1303번 : 한국외국어대학교 용인캠퍼스 ↔ 안양역(단국대학교, 인덕원역, 판교신도시 경유)(2020년 11월 2일 경기도 공공버스로 전환되면서 인면허기관이 광주시에서 용인시로 변경됨)
- ● 1311번 : 오산시 누읍지구 ↔ 신논현역(舊.8311번)(2020년 11월 2일 경기도 공공버스로 전환되면서 인면허기관이 광주시에서 오산시로 변경됨)
- ● 1311B번 : 양재시민의숲역·양재꽃시장 ↔ 한라·이림아파트(2020년 1월 13일 신설 퇴근 시간대만 한정2회 운행, 2020년 7월 경 1311A번과 통합되면서 상시 노선으로 바뀜, 2020년 11월 2일 경기도 공공버스로 전환되면서 인면허기관이 광주시에서 오산시로 변경됨)
- ● 4104번 : 서천마을센트럴파크원.힐스테이트 ↔ 고매농협 ↔ 한일마을 ↔ 상갈역 ↔ <경부고속도로 무정차> ↔ 롯데영프라자 ↔ 서울시청 ↔ 서울역버스환승센터 (2025년 4월 1일 신설)
- ● 3201번 : 광주시외버스터미널 ↔ 경기광주역 ↔ 태전지구 ↔ <내곡고속화도로 무정차> ↔ 양재역 ↔ 순천향대학병원 ↔ 서울역버스환승센터(2020년 3월 13일 신설 노선)
- ● 3500번 : 구미동차고지 ↔ 경기외국어고등학교
- ● 6501번 : 부곡버스공영차고지 ↔ 강남역(2011년 3월 3일 신설)
- ● 8100번 : 단국대학교 죽전캠퍼스 ↔ 서울역 버스 환승센터(2020년 11월 2일 경기도 공공버스로 전환되면서 인면허기관이 광주시에서 용인시로 변경되어 간선급행버스라는 틀은 없어졌다.)
- ● 8106번 : 오리역 ↔ 송내역(경기순환버스)(2020년 11월 2일 경기도 공공버스로 전환되면서 인면허기관이 광주시에서 성남시로 변경됨)
- ● 8109번 : 오리역 ↔ 킨텍스(경기순환버스)(2021년 11월 1일 경기도 공공버스로 전환되면서 인면허기관이 광주시에서 성남시로 변경됨)
- ● 8301번 : 성남종합버스터미널 ↔ 송탄시외버스터미널 <이 노선은 2023년 4월 1일 R8416번에서 전환, 간선급행버스 8301번과는 다른 노선이다.>
- ● 8302번 : 오산역환승센터 ↔ 야탑역, 종합버스터미널 (2024년 4월 23일 신설)
- ● 8401번 : 의정부  낙양동공영차고지 ↔ 수원역(경기순환버스, 구리시 미경유, 8409번 차량으로 운행, 2020년 10월 13일부터 경기도 공공버스 편입에 따라 의정부시 면허로 운행)
- ● 8409번 : 의정부 낙양동공영차고지 ↔ 수원역(경기순환버스, 이 노선은 2011년 2월 21일 수원시 소재 용남고속에서 양도받은 노선, 2020년 10월 13일부터 경기도 공공버스 편입에 따라 의정부시 면허로 운행)
- ● 9000번 : 오리역 ↔ 서울역 버스 환승센터(시청역, 세종문화회관 경유, 舊 1005-1번 논스톱 노선, 9001번 통합 노선)
- ● 9000-1번 : 단국대학교 죽전캠퍼스 ↔ 서울역 버스 환승센터(2016년 2월 19일 신설. 출근 시간대에만 한정 운행. 오리역~서울역 구간은 직행좌석버스 9000번과 동일)
- ● G3202번 : 광주시외버스터미널 ↔ 경기광주역 ↔ 양벌리 ↔ 태전지구 ↔ 한티역 ↔ 선릉역 ↔ 한국종합무역센터(2020년 3월 13일 신설 노선)

### 국토교통부의 광역급행버스
- ● M2316번 : 화도읍 ↔ 잠실광역환승센터
- ● M2323번 : 호평동차고지 ↔ 잠실광역환승센터(舊.1000-1번)
- ● M4101번 : 수지지역난방공사 ↔ 숭례문(舊.8200번)
- ● M4102번 : 오리역 ↔ 숭례문(2020년 9월 1일부로 기점 미금역에서 오리역으로 연장)
- ● M4434번 : 동탄2신도시(호수부영3차, 우미린2차) ↔ 강남역
- ● M5107번 : 경희대학교 수원캠퍼스 ↔ 서울역 버스 환승센터(시청역 경유)
- ● M5115번 : 상현동 ↔ 서울역 버스 환승센터(시청역 경유)
- ● M5121번 : 영통구청 ↔ 서울역 버스 환승센터(시청역 경유)

## 폐지 및 타사로 면허 이관, 통폐합, 형간 전환된 노선

### 1반시내버스
- ● 1-5번 : 진벌리차고지 ↔ 강변역<구리시 소재 경기여객, 남양주시 소재 경기운수로 노선 이관 후 폐선>(舊 1115-3번, 도시형버스 5-1번 남양주시 소재 경기운수 노선으로 배치)
- ● 3번 : 광주시청 ↔ 곤지암터미널(도시형버스)
- ● 3-1번 : 광주하남교육지원청 ↔ 사기막골<일자 미상 성남시 소재 대원버스로 노선 이관>
- ● 5번 : 사송동공영차고지 ↔ 마천역<일자 미상 성남시 소재 대원버스로 노선 이관>
- ● 8번 : 현대아이파크 ↔ 도지리(2016년 9월 광주시 소재 대원고속과 공동배차 해제)
- ● 10-5번 : 호평차고지 ↔ 당고개역(남양주시 소재 경기운수로 노선 이관)
- ● 12-3번 : 버스공영차고지 ↔ 노원역(舊 7-1번, 남양주시 소재 대원운수로부터 이관 받은 노선이었지만 이후 의정부시 소재 평안운수로 노선 재이관 후 경민대학 미경유, 현재는 12-5번으로 노선 번호 변경)
- ● 15번 : 도곡리차고지 ↔ 강변역(2019년 6월 3일 구리시 소재 경기여객으로 이관)
- ● 15-3번 : 하남공영차고지 ↔ 강변역<이 노선은 광주시 소재 대원고속과 공동 배차 운행>(2011년 9월 6일 폐선)
- ● 21-17번 : 효양중학교·효양고등학교 ↔ 송정신일아파트(이천시 소재 이천시내버스로 이관)
- ● 28번 : 설봉공원 ↔ 갈산신한아파트(이천시 소재 이천시내버스로 이관)
- ● 29-32번 : 비석3거리 ↔ 송정신일아파트(이천시 소재 이천시내버스로 이관)
- ● 30번 : 대성리 ↔ 청량리역 (2025년 4월 11일부로 대원운수으로 이관되었다.)
- ● 30-6번 : 하남시 검단산입구 ↔잠실역(하남시청, 덕풍시장, 상일동역, 둔촌동역, 보성중학교, 올림픽공원역, 몽촌토성역 경유)
- ● 52번 : 수택고등학교 ↔ 청량리역<구리시 소재 경기여객으로 노선 이관>
- ● 73번 : 남한산성입구 ↔ 장안문
- ● 77번 : 수원시 ↔ 남한산성입구
- ● 77-1번 : 오리역 ↔ 신구대학(도시형버스, 운행 중지. 과거에 수원시에서 출발하던 노선)
- ● 80번 : 오리역 ↔ 상산곡동
- ● 80-1번 : 오리역 ↔ 상산곡동
- ● 92번 : 광릉내차고지 ↔ 강변역<舊 9-2번, 구리시 소재 경기여객으로 노선 이관>
- ● 110번 : 동탄제2신도시/동탄2신도시홍보관 ↔ 남한산성입구(개통은 하였으나 바로 폐선)
- ● 112번 : 하남공영차고지 ↔ 강변역(2020년 1월 1일 폐선)
- ● 116번 : 용인천주교공원묘원 ↔ 잠실광역환승센터(단국대학교, 죽전동, 서현역 경유)<2018년 11월 4일 폐선>
- ● 116-1번 : 정자역 ↔ 갈곶동(2001년 12월 3일 모란역~갈곶동 구간 노선으로 개통됨. 얼마 못 가서 모란역~미금역 구간을 단축. 2007년 동탄신도시 입주에 맞춰 노선을 변경. 2011년 8월 18일에 정자역으로 연장됨)
- ● 116-2번 : 영통차고지 ↔ 갈곶동(오산시 경유, 2016년 1월 4일 개통)(2016년 3월 2일 화성시 소재 화성여객으로 노선 이관)(2016년 7월부로 영통차고지행으로 노선 연장 및 삼성반도체 미경유로 변경)
- ● 116-3번 : 동탄신도시 ↔ 상대원파출소(2015년 5월 초 화성시 소재 화성여객으로 노선 이관)
- ● 167번 : 마현리 ↔ 청량리(현재 삼봉리 ↔ 경동시장 간을 운행하는 167번과는 무관)
- ● 303번 : 오리역 ↔ 관양중학교(이 노선은 광주시 소재 대원고속에서 성남시 소재 대원버스로 이관 받은 노선이었지만 2011년 6월 1일 성남시 소재 대원버스에서 노선을 재양도 받음)(2017년 6월 3일 운행 중단)
- ● 500번 : 광교신도시 웰빙타운 ↔ 정자역<2009년 일자 미상 성남시 소재 대원버스로 노선 이관 후 2011년 8월 광주시 소재 대원고속으로 노선 재이관 후 2013년 1월 폐선>
- ● 500-5번 : 광주종합버스터미널 ↔ 강남역(남부터미널역, 교대역 경유, 코로나19로 인하여 운행 중단)
- ● 530번 : 용인천주교공원묘원 ↔ 서현역(2009년 폐선)
- ● 550번 : 창곡동 ↔ 잠실역<2009년 성남시 소재 대원버스로 노선 이관 후 2011년 9월 2일 최종 폐선>
- ● 660번 : 광주하남교육지원청 ↔ 수원역(단국대학교 경유)<2014년 9월 28일 광주시 소재 대원고속으로 노선 이관>
- ● 700번 : 곶집마을 ↔ 상대원동
- ● 700-1번 : 곶집마을 ↔ 서현역
- ● 720번 : 광교차고지 ↔ 남한산성입구역(이 노선은 수원시·화성시 소재 경진여객에서 이관 받은 노선)(2019년 3월 16일 이용 수요 감소로 폐선)
- ● 720-3번 : 단국대학교 죽전캠퍼스 ↔ 동탄신도시 모아미래도(이 노선은 화성시 소재 화성여객과 공동배차하던 노선이었으나 현재 화성시 소재 화성여객 단독 운행으로 변경)
- ● 721번 : 예솔초등학교·호반2차·대원2차 ↔ 남한산성입구역(2015년 12월 11일부로 화성시 소재 화성여객으로 노선 이관)
- ● 723번 : 경기대학교 수원캠퍼스 ↔ 동탄신도시<2009년 3월 일자 미상 도시형버스 720-3번에 노선 통합>
- ● 730번 : 수원대학교 ↔ 서현역(2017년 12월 11일 폐선)
- ● 760번 : 경기대학교 수원캠퍼스 ↔ 곤지암시외버스터미널
- ● 1115-2번 : 차산리차고지 ↔ 강변역<남양주시 소재 대원운수로 노선 이관 후 2014년 3월 24일 최종 폐선>
- ● 1115-3번 : 진벌리차고지 ↔ 강변역(2006년 초에 도시형버스 1-5번에 통합됨)
- ● 1116번 : 삼성반도체 ↔ 야탑역(舊 116-1번 좌석버스)<2012년 7월 폐선>
- ● 1119번 : 대성리역차고지 ↔ 길동역<2010년 남양주시 소재 경기운수로 노선 이관, 현재 도시형버스 1-4번에 통합>(2006년 8월 31일 폐선)

### 1반좌석버스
- ● 111번 : 여주대학교 ↔ 이천종합버스터미널 (2024년 7월 3일 이천시내버스로 이관)
- ● 116-1번 : 한국민속촌 ↔ 잠실역<1997년에 1116번으로 번호 변경 후 노선 폐선>
- ● 116-2번 : 한국민속촌 ↔ 잠실역(무지개마을 경유)<1997년에 폐선 후 현 116-2번 무관>
- ● 330-1번 : 비금리차고지 ↔ 청량리역<남양주시 소재 대원운수로 노선 이관후 땡큐32번으로 전환>

### 직행좌석버스
- ● 100번 : 경복대학 ↔ 강변역<남양주시 소재 대원운수로 노선 이관>
- ● 112-2번 : 하남차고지 ↔ 잠실역(2004년 4월 1일 폐선)
- ● 112-3번 : 도곡리차고지 ↔ 강변역(舊.9204번)(2012년 6월경 남양주시 소재 대원운수 직행좌석버스 1660번과 통합)
- ● 333번 : 사기막골 ↔ 안양역<2003년 성남시 소재 대원버스로 노선 이관>
- ● 500-3번 : 에버랜드 ↔ 교대역(직행좌석버스)
- ● 765번 : 대성리역 ↔ 청량리역<2012년 11월 18일 폐선>
- ● 1000번 : 호평동차고지 ↔ 잠실역(남양주시 소재 경기운수로 노선 이관)
- ● 1000-1번 : 호평동차고지 ↔ 잠실역<출근 시간대에만 한정 운행>(現.M2323번으로 통합)
- ● 1000-2번 : 호평동차고지 ↔ 잠실역<출근 시간대에만 한정 운행>(남양주시 소재 대원운수로 이관)
- ● 1005-1번 : 오리역 ↔ 서울역 버스 환승센터(강남대로, 시청역, 광화문역 경유)(광주시 소재 대원고속과 공동배차하던 노선으로 2016년 2월 19일부터 광주시 소재 대원고속이 단독 운행)
- ● 1115번 : 대성리역차고지 ↔ 잠실역(2014년 1월 1일 폐선)
- ● 1115-1번 : 수원역 ↔ 잠실역<2005년 직행좌석버스 6900번과 노선 통합>
- ● 1115-6번 : 구리농수산물도매시장 ↔ 잠실역<2008년 구리시 소재 경기여객으로 노선 이관>
- ● 1115-7번 : 광릉내차고지 ↔ 잠실역<2010년 남양주시 소재 경기운수로 노선 이관 후 2013년 3월 직행좌석버스 2000번과 최종 통합>
- ● 1311A번 : 한라·이림아파트 ↔ 양재시민의숲역·양재꽃시장(2020년 1월 13일 신설 출근 시간대만 한정2회 운행)(2020년 7월 경 1311B번과 1311B번으로 통합되면서 상시 노선으로 바뀜)(전세버스로 운행)
- ● 1500번 : 한국외국어대학교 용인캠퍼스 ↔ 서울역 버스 환승센터(강남대로, 시청역, 광화문역 경유)(2011년 10월 29일 폐선)
- ● 1500-1번 : 한국외국어대학교 용인캠퍼스 ↔ 강남역(2007년 1월 28일 직행좌석버스 1005번에 노선 통합)
- ● 1650번 : 수택동차고지 ↔ 안양역(강변역(동서울종합버스터미널), 잠실역, 서울외곽순환고속도로(청계요금소, 성남요금소), 범계4거리 경유)(이 노선은 구리시 소재 경기여객과 공동배차하던 노선이었으나 2014년 6월부터 구리시 소재 경기여객 단독 운행으로 변경)
- ● 1670번 : 도곡리차고지 ↔ 잠실역(舊.9203번)<남양주시 소재 대원운수로 노선 이관>
- ● 5007번 : 흥덕지구 ↔ 서울역 버스 환승센터<광주시 소재 대원고속으로 노선 이관>
- ● 5500번 : 광교신도시(수원연화장입구) ↔ 서울역 버스 환승센터(2017년 10월 10일 신분당선 정자역~광교역 구간 연장 개통으로 인한 이용 수요 감소로 폐선)
- ● 5500-1번 : 경희대학교 수원캠퍼스 ↔ 서울역 버스 환승센터(용구대로 및 성남대로 정차, 시청역, 세종문화회관 경유)(2019년 3월 16일 이용 수요 감소로 폐선)
- ● 5500-2번 : 광교신도시(수원연화장입구) ↔ 서울역 버스 환승센터(신봉동, 시청역, 광화문역 경유)(이 노선은 광주시 소재 대원고속과 공동 배차하던 노선이었으나 광주시 소재 대원고속 단독 운행으로 변경)
- ● 7200번 : 한신대학교 ↔ 남한산성입구역(망포역, 영통구, 병점역, 판교신도시 경유)<2013년 3월 1일 폐선>
- ● 7501번 : 의왕역 ↔ 강남역(2012년 2월 20일~2013년 8월 31일)
- ● 8002번 : 대성리역차고지 ↔ 잠실역(간선급행버스)<이 노선은 남양주시 소재 대원운수와 공동 배차하였던 노선이었으나 남양주시 소재 대원운수 단독 운행으로 변경>
- ● 8110번 : 정자역 ↔ 백병원(간선급행버스)(이 노선은 광주시 소재 경기고속과 공동 배차 운행했으나 성남시 소재 대원버스 단독 운행으로 변경)
- ● 8131번 : 무지개마을4거리 ↔ 신논현역(간선급행버스)<성남시 소재 대원버스로 노선 이관>
- ● 8150번 : 한국외국어대학교 용인캠퍼스 ↔ 서울역 버스 환승센터(2010년 5월 3일 직행좌석버스 1150번으로 형간 전환)(간선급행버스)
- ● 8200번 : 수지지역난방공사 ↔ 서울역 버스 환승센터(2009년 8월 10일 국토교통부의 광역급행버스 M4101번으로 형간 전환)(간선급행버스)
- ● 8402번 : 수원역 ↔ 북부청사(경기순환버스)(수원역 방면 운행 시 구리시 경유 및 심야 시간대만 운행)(2013년 12월 31일~2015년 1월 24일)
- ● 8409B번 : 수원역 ↔ 북부청사(경기순환버스)(구리시 경유, 신곡동 경유, 의정부역 미경유)(2015년 1월 24일~2015년 4월 27일)
- ● 9000번 : 송도국제도시 ↔ 강남역(舊 9000번, GBIS 상 9000-1번)(2011년 3월 2일 폐선)<이 노선은 2010년 1월 18일 인천시 소재 인강여객에서 양도받은 노선>
- ● 9000-1A번 : 구미동 ↔ 서울역 버스 환승센터(2017년 10월 10일 신설. 출근 시간대에만 한정 운행)(2018년 8월 폐선)

### 국토교통부의 광역급행버스
- ● M4130번 : 동탄2신도시(호수부영3차, 우미린2차) ↔ 서울역 버스 환승센터(시청역 경유)(화성시 소재 화성여객으로 노선 이관)
- ● M4137번 : 동탄2신도시(신안인스빌2차) ↔ 서울역 버스 환승센터(시청역 경유)(화성시 소재 화성여객으로 노선 이관)
- ● M4434번 : 동탄2신도시(호수부영3차, 우미린2차) ↔ 강남역(화성시 소재 화성여객으로 노선 이관)